# Llista de topònims d'Aiguamúrcia
Llista de topònims (noms propis de lloc) del municipi d'Aiguamúrcia, a l'Alt Camp
Informació actualitzada per un bot. Els canvis manuals es perdran quan s'actualitzi!

## arbre singular
| imatge | Nom                                         | Ubicat a     | instància de   | Detalls                                                                      | coordenades                                                                                       | Protecció        | Commons (més fotos)                         | Dades a WD                    |
| ------ | ------------------------------------------- | ------------ | -------------- | ---------------------------------------------------------------------------- | ------------------------------------------------------------------------------------------------- | ---------------- | ------------------------------------------- | ----------------------------- |
|        | Poll Negre de l'Albereda de Santes Creus    | Santes Creus | arbre singular | Taxon: pollancre ver (Populus nigra)                                         | 41° 20′ 48″ N, 1° 21′ 42″ E / 41.346774°N,1.361799°E                                              |                  |                                             | Modifica les dades a Wikidata |
|        | Xiprers del Palau de l'Abat de Santes Creus | Aiguamúrcia  | arbre singular | Taxon: xiprer (Cupressus sempervirens) Ample: 9.1m Alt: 18m Perímetre: 3.37m | 41° 20′ 46″ N, 1° 21′ 46″ E / 41.34613°N,1.36276°E ca:Pati de l'Ajuntament, Santes Creus 311 msnm | arbre monumental | Xiprers del Palau de l'Abat de Santes Creus | Modifica les dades a Wikidata |

## barraca de vinya
| imatge | Nom             | Ubicat a    | instància de     | Detalls                                             | coordenades                                       | Protecció                                  | Commons (més fotos)       | Dades a WD                    |
| ------ | --------------- | ----------- | ---------------- | --------------------------------------------------- | ------------------------------------------------- | ------------------------------------------ | ------------------------- | ----------------------------- |
|        | Barraca I       | Aiguamúrcia | barraca de vinya | Estil: arquitectura popular                         |                                                   | bé integrant del patrimoni cultural català |                           | Modifica les dades a Wikidata |
|        | Barraca II      | Aiguamúrcia | barraca de vinya | Estil: arquitectura popular Alt: 3.4m               |                                                   | bé integrant del patrimoni cultural català |                           | Modifica les dades a Wikidata |
|        | Barraca III     | Aiguamúrcia | barraca de vinya | Estil: arquitectura popular Ample: 3.15m Alt: 3.55m | ca:Pel camí de Santes Creus al Pont d'Aiguamúrcia | bé integrant del patrimoni cultural català |                           | Modifica les dades a Wikidata |
|        | Barraca IV      | Aiguamúrcia | barraca de vinya | Estil: arquitectura popular Ample: 2.66m Alt: 3.5m  | ca:Pel camí de Santes Creus al pont d'Aiguamúrcia | bé integrant del patrimoni cultural català |                           | Modifica les dades a Wikidata |
|        | Barraca IX      | Aiguamúrcia | barraca de vinya | Estil: arquitectura popular                         | ca:Pel camí de Santes Creus al pont d'Aiguamúrcia | bé integrant del patrimoni cultural català |                           | Modifica les dades a Wikidata |
|        | Barraca V       | Aiguamúrcia | barraca de vinya | Estil: arquitectura popular Ample: 2.13m Alt: 2.7m  | ca:Pel camí de Santes Creus al pont d'Aiguamúrica | bé integrant del patrimoni cultural català |                           | Modifica les dades a Wikidata |
|        | Barraca VI      | Aiguamúrcia | barraca de vinya | Estil: arquitectura popular Ample: 1.27m Alt: 1.6m  | ca:Pel camí de Santes Creus al pont d'Aiguamúrcia | bé integrant del patrimoni cultural català |                           | Modifica les dades a Wikidata |
|        | Barraca VII     | Aiguamúrcia | barraca de vinya | Estil: arquitectura popular                         | ca:Pel camí de Santes Creus al pont d'Aiguamúrcia | bé integrant del patrimoni cultural català |                           | Modifica les dades a Wikidata |
|        | Barraca VIII    | Aiguamúrcia | barraca de vinya | Estil: arquitectura popular                         | ca:Pel camí de Santes Creus al pont d'Aiguamúrcia | bé integrant del patrimoni cultural català |                           | Modifica les dades a Wikidata |
|        | Barraca XII     | Aiguamúrcia | barraca de vinya | Estil: arquitectura popular                         | ca:Pel camí de Santes Creus al pont d'Aiguamúrcia | bé integrant del patrimoni cultural català |                           | Modifica les dades a Wikidata |
|        | Barraca XIII    | Aiguamúrcia | barraca de vinya | Estil: arquitectura popular                         | ca:Pel camí del Pla al Pont                       | bé integrant del patrimoni cultural català |                           | Modifica les dades a Wikidata |
|        | Barraca XIIV    | Aiguamúrcia | barraca de vinya | Estil: arquitectura popular                         |                                                   | bé integrant del patrimoni cultural català |                           | Modifica les dades a Wikidata |
|        | Barraca XIV     | Aiguamúrcia | barraca de vinya | Estil: arquitectura popular                         | ca:Camí interior                                  | bé integrant del patrimoni cultural català | Barraca XIV (Aiguamúrcia) | Modifica les dades a Wikidata |
|        | Barraca XIX     | Aiguamúrcia | barraca de vinya | Estil: arquitectura popular                         |                                                   | bé integrant del patrimoni cultural català |                           | Modifica les dades a Wikidata |
|        | Barraca XL      | Aiguamúrcia | barraca de vinya | Estil: arquitectura popular Llarg: 3.1m Ample: 3m   |                                                   | bé integrant del patrimoni cultural català |                           | Modifica les dades a Wikidata |
|        | Barraca XLI     | Aiguamúrcia | barraca de vinya | Estil: arquitectura popular                         |                                                   | bé integrant del patrimoni cultural català |                           | Modifica les dades a Wikidata |
|        | Barraca XLII    | Aiguamúrcia | barraca de vinya | Estil: arquitectura popular                         |                                                   | bé integrant del patrimoni cultural català |                           | Modifica les dades a Wikidata |
|        | Barraca XLIII   | Aiguamúrcia | barraca de vinya | Estil: arquitectura popular                         |                                                   | bé integrant del patrimoni cultural català |                           | Modifica les dades a Wikidata |
|        | Barraca XLV     | Aiguamúrcia | barraca de vinya | Estil: arquitectura popular                         |                                                   | bé integrant del patrimoni cultural català |                           | Modifica les dades a Wikidata |
|        | Barraca XLVI    | Aiguamúrcia | barraca de vinya | Estil: arquitectura popular                         |                                                   | bé integrant del patrimoni cultural català |                           | Modifica les dades a Wikidata |
|        | Barraca XV      | Aiguamúrcia | barraca de vinya | Estil: arquitectura popular                         |                                                   | bé integrant del patrimoni cultural català |                           | Modifica les dades a Wikidata |
|        | Barraca XVI     | Aiguamúrcia | barraca de vinya | Estil: arquitectura popular                         |                                                   | bé integrant del patrimoni cultural català |                           | Modifica les dades a Wikidata |
|        | Barraca XVII    | Aiguamúrcia | barraca de vinya | Estil: arquitectura popular                         |                                                   | bé integrant del patrimoni cultural català |                           | Modifica les dades a Wikidata |
|        | Barraca XVIII   | Aiguamúrcia | barraca de vinya | Estil: arquitectura popular                         |                                                   | bé integrant del patrimoni cultural català |                           | Modifica les dades a Wikidata |
|        | Barraca XX      | Aiguamúrcia | barraca de vinya | Estil: arquitectura popular                         |                                                   | bé integrant del patrimoni cultural català |                           | Modifica les dades a Wikidata |
|        | Barraca XXI     | Aiguamúrcia | barraca de vinya | Estil: arquitectura popular                         |                                                   | bé integrant del patrimoni cultural català |                           | Modifica les dades a Wikidata |
|        | Barraca XXII    | Aiguamúrcia | barraca de vinya | Estil: arquitectura popular                         |                                                   | bé integrant del patrimoni cultural català |                           | Modifica les dades a Wikidata |
|        | Barraca XXIII   | Aiguamúrcia | barraca de vinya | Estil: arquitectura popular                         |                                                   | bé integrant del patrimoni cultural català |                           | Modifica les dades a Wikidata |
|        | Barraca XXIV    | Aiguamúrcia | barraca de vinya | Estil: arquitectura popular                         |                                                   | bé integrant del patrimoni cultural català |                           | Modifica les dades a Wikidata |
|        | Barraca XXIX    | Aiguamúrcia | barraca de vinya | Estil: arquitectura popular                         |                                                   | bé integrant del patrimoni cultural català |                           | Modifica les dades a Wikidata |
|        | Barraca XXV     | Aiguamúrcia | barraca de vinya | Estil: arquitectura popular                         |                                                   | bé integrant del patrimoni cultural català |                           | Modifica les dades a Wikidata |
|        | Barraca XXVI    | Aiguamúrcia | barraca de vinya | Estil: arquitectura popular                         |                                                   | bé integrant del patrimoni cultural català |                           | Modifica les dades a Wikidata |
|        | Barraca XXVII   | Aiguamúrcia | barraca de vinya | Estil: arquitectura popular                         |                                                   | bé integrant del patrimoni cultural català |                           | Modifica les dades a Wikidata |
|        | Barraca XXVIII  | Aiguamúrcia | barraca de vinya | Estil: arquitectura popular                         |                                                   | bé integrant del patrimoni cultural català |                           | Modifica les dades a Wikidata |
|        | Barraca XXX     | Aiguamúrcia | barraca de vinya | Estil: arquitectura popular                         |                                                   | bé integrant del patrimoni cultural català |                           | Modifica les dades a Wikidata |
|        | Barraca XXXI    | Aiguamúrcia | barraca de vinya | Estil: arquitectura popular                         |                                                   | bé integrant del patrimoni cultural català |                           | Modifica les dades a Wikidata |
|        | Barraca XXXII   | Aiguamúrcia | barraca de vinya | Estil: arquitectura popular                         |                                                   | bé integrant del patrimoni cultural català |                           | Modifica les dades a Wikidata |
|        | Barraca XXXIII  | Aiguamúrcia | barraca de vinya | Estil: arquitectura popular                         |                                                   | bé integrant del patrimoni cultural català |                           | Modifica les dades a Wikidata |
|        | Barraca XXXIV   | Aiguamúrcia | barraca de vinya | Estil: arquitectura popular                         |                                                   | bé integrant del patrimoni cultural català |                           | Modifica les dades a Wikidata |
|        | Barraca XXXIX   | Aiguamúrcia | barraca de vinya | Estil: arquitectura popular                         |                                                   | bé integrant del patrimoni cultural català |                           | Modifica les dades a Wikidata |
|        | Barraca XXXV    | Aiguamúrcia | barraca de vinya | Estil: arquitectura popular                         |                                                   | bé integrant del patrimoni cultural català |                           | Modifica les dades a Wikidata |
|        | Barraca XXXVI   | Aiguamúrcia | barraca de vinya | Estil: arquitectura popular                         |                                                   | bé integrant del patrimoni cultural català |                           | Modifica les dades a Wikidata |
|        | Barraca XXXVII  | Aiguamúrcia | barraca de vinya | Estil: arquitectura popular                         |                                                   | bé integrant del patrimoni cultural català |                           | Modifica les dades a Wikidata |
|        | Barraca XXXVIII | Aiguamúrcia | barraca de vinya | Estil: arquitectura popular                         |                                                   | bé integrant del patrimoni cultural català |                           | Modifica les dades a Wikidata |

## cabana
| imatge | Nom                       | Ubicat a    | instància de | Detalls | coordenades                                                         | Protecció | Commons (més fotos) | Dades a WD                    |
| ------ | ------------------------- | ----------- | ------------ | ------- | ------------------------------------------------------------------- | --------- | ------------------- | ----------------------------- |
|        | corral del Tormader       | Aiguamúrcia | cabana       |         | 41° 20′ 56″ N, 1° 21′ 35″ E / 41.3489151623952°N,1.35970133773817°E |           |                     | Modifica les dades a Wikidata |
|        | era del Màrio             | Aiguamúrcia | cabana       |         | 41° 21′ 34″ N, 1° 24′ 01″ E / 41.3593690465776°N,1.40039646386521°E |           |                     | Modifica les dades a Wikidata |
|        | pallissa de la Coma       | Aiguamúrcia | cabana       |         | 41° 21′ 32″ N, 1° 27′ 58″ E / 41.3589142449015°N,1.46621934605451°E |           |                     | Modifica les dades a Wikidata |
|        | pallissa del Bosquerrillo | Aiguamúrcia | cabana       |         | 41° 23′ 18″ N, 1° 23′ 09″ E / 41.3884207026113°N,1.38581049179595°E |           |                     | Modifica les dades a Wikidata |
|        | pallissa del Celler       | Aiguamúrcia | cabana       |         | 41° 21′ 49″ N, 1° 22′ 57″ E / 41.3637495433638°N,1.38257073302539°E |           |                     | Modifica les dades a Wikidata |
|        | pallissa del Polvorer     | Aiguamúrcia | cabana       |         | 41° 23′ 24″ N, 1° 23′ 14″ E / 41.3899973527357°N,1.38712302723652°E |           |                     | Modifica les dades a Wikidata |

## castell
| imatge | Nom                | Ubicat a          | instància de | Detalls                                   | coordenades | Protecció                                                                                        | Commons (més fotos) | Dades a WD                    |
| ------ | ------------------ | ----------------- | ------------ | ----------------------------------------- | --- | ------------------------------------------------------------------------------------------------ | ------------------- | ----------------------------- |
|        | Castell de Selma   | Aiguamúrcia Selma | castell      | Estil: arquitectura romànica 977          | 41° 22′ 01″ N, 1° 27′ 43″ E / 41.367035°N,1.461822°E ca:Al vessant sud-est del puig de les Forques 755 msnm                            | bé d'interès cultural element de la Llista Vermella del Patrimoni bé cultural d'interès nacional | Castell de Selma    | Modifica les dades a Wikidata |
|        | castell de Ramonet | Aiguamúrcia       | castell      | Estil: arquitectura romànica 12nd century | 41° 23′ 56″ N, 1° 24′ 46″ E / 41.399°N,1.41285°E ca:Serra de Ramonet 859 msnm                                                          | bé d'interès cultural bé cultural d'interès nacional                                             |                     | Modifica les dades a Wikidata |
|        | castell de l'Albà  | Aiguamúrcia       | castell      | Estil: arquitectura romànica 977          | 41° 21′ 00″ N, 1° 25′ 38″ E / 41.349924°N,1.427149°E ca:A l'esquerra del riu Gaià entre el Montmell i Santes Creus, Albà Vell 692 msnm | bé d'interès cultural bé cultural d'interès nacional                                             | Castell de l'Albà   | Modifica les dades a Wikidata |

## cova
| imatge | Nom                   | Ubicat a    | instància de | Detalls | coordenades                                                         | Protecció | Commons (més fotos) | Dades a WD                    |
| ------ | --------------------- | ----------- | ------------ | ------- | ------------------------------------------------------------------- | --------- | ------------------- | ----------------------------- |
|        | Cova Negra            | Aiguamúrcia | cova         |         | 41° 23′ 11″ N, 1° 29′ 46″ E / 41.3863496722735°N,1.49619214701461°E |           |                     | Modifica les dades a Wikidata |
|        | cova de la Mula       | Aiguamúrcia | cova         |         | 41° 23′ 13″ N, 1° 29′ 40″ E / 41.3868955339988°N,1.4945410364159°E  |           |                     | Modifica les dades a Wikidata |
|        | cova del Barret       | Aiguamúrcia | cova         |         | 41° 23′ 15″ N, 1° 29′ 42″ E / 41.3873802820655°N,1.49510394013374°E |           |                     | Modifica les dades a Wikidata |
|        | cova del Gat          | Aiguamúrcia | cova         |         | 41° 22′ 10″ N, 1° 27′ 56″ E / 41.3695263271269°N,1.46565919777928°E |           |                     | Modifica les dades a Wikidata |
|        | cova dels Esgavellats | Aiguamúrcia | cova         |         | 41° 23′ 17″ N, 1° 30′ 49″ E / 41.3879446064945°N,1.51356954911281°E |           |                     | Modifica les dades a Wikidata |
|        | coves del Mas         | Aiguamúrcia | cova         |         | 41° 22′ 33″ N, 1° 22′ 08″ E / 41.3758877432096°N,1.36892490026463°E |           |                     | Modifica les dades a Wikidata |

## curs d'aigua
| imatge | Nom                | Ubicat a                                                 | instància de | Detalls                                                 | coordenades                                                                                              | Protecció | Commons (més fotos) | Dades a WD                    |
| ------ | ------------------ | -------------------------------------------------------- | ------------ | ------------------------------------------------------- | --- | --------- | ------------------- | ----------------------------- |
|        | riera de Marmellar | Alt Camp Baix Penedès Alt Penedès província de Tarragona | curs d'aigua | Desemboca: Foix Llarg: 25km                             | 41° 25′ 02″ N, 1° 26′ 29″ E / 41.417245°N,1.441446°E 41° 16′ 01″ N, 1° 38′ 01″ E / 41.26685°N,1.633496°E |           | Riera de Marmellar  | Modifica les dades a Wikidata |
|        | riu Gaià           | Conca de Barberà Alt Camp Tarragonès                     | curs d'aigua | Desemboca: mar Mediterrània Llarg: 59km Conca: 423.8km² | 41° 31′ 55″ N, 1° 23′ 15″ E / 41.531903°N,1.38742°E 41° 07′ 53″ N, 1° 22′ 03″ E / 41.131362°N,1.367462°E |           | Gaià River          | Modifica les dades a Wikidata |

## edifici
| imatge | Nom                                               | Ubicat a    | instància de | Detalls                                                      | coordenades                                                                | Protecció                                  | Commons (més fotos)                               | Dades a WD                    |
| ------ | ------------------------------------------------- | ----------- | ------------ | ------------------------------------------------------------ | -------------------------------------------------------------------------- | ------------------------------------------ | ------------------------------------------------- | ----------------------------- |
|        | Celler de la Cooperativa Agrícola de Santes Creus | Aiguamúrcia | edifici      | Arquitecte: Cèsar Martinell i Brunet Estil: noucentisme 1921 | 41° 20′ 55″ N, 1° 21′ 44″ E / 41.34858°N,1.36217°E ca:C. Pau Casals, 17    | bé cultural d'interès local                | Celler de la Cooperativa Agrícola de Santes Creus | Modifica les dades a Wikidata |
|        | Celler del Sindicat Agrícola d'Aiguamúrcia        | Aiguamúrcia | edifici      | Arquitecte: Cèsar Martinell i Brunet Estil: noucentisme 1919 | 41° 19′ 50″ N, 1° 21′ 34″ E / 41.33049°N,1.35931°E ca:Ctra. a Santes Creus | bé cultural d'interès local                | Celler del Sindicat Agrícola d'Aiguamúrcia        | Modifica les dades a Wikidata |
|        | Cossiol                                           | Aiguamúrcia | edifici      | Estil: arquitectura popular Estat: enderrocat o destruït     |                                                                            | bé integrant del patrimoni cultural català |                                                   | Modifica les dades a Wikidata |
|        | Rajoleria de Cal Fondo                            | Aiguamúrcia | edifici      | Estil: arquitectura popular                                  |                                                                            | bé integrant del patrimoni cultural català |                                                   | Modifica les dades a Wikidata |
|        | Rajoleria del camí de Can Cortada                 | Aiguamúrcia | edifici      |                                                              |                                                                            | bé integrant del patrimoni cultural català |                                                   | Modifica les dades a Wikidata |
|        | Torre Forgell                                     | Aiguamúrcia | edifici      |                                                              | 41° 23′ 01″ N, 1° 30′ 14″ E / 41.38365°N,1.50393°E                         | bé integrant del patrimoni cultural català |                                                   | Modifica les dades a Wikidata |

## entitat singular de població
| imatge | Nom               | Ubicat a    | instància de                                   | Detalls | coordenades                                                                | Protecció | Commons (més fotos) | Dades a WD                    |
| ------ | ----------------- | ----------- | ---------------------------------------------- | ------- | -------------------------------------------------------------------------- | --------- | ------------------- | ----------------------------- |
|        | Aiguamúrcia       | Aiguamúrcia | entitat singular de població                   | 54 hab  | 41° 19′ 45″ N, 1° 21′ 34″ E / 41.329186243384°N,1.3593845763699°E 275 msnm |           |                     | Modifica les dades a Wikidata |
|        | Mas d'en Parès    | Aiguamúrcia | entitat singular de població urbanització      | 299 hab | 41° 22′ 26″ N, 1° 22′ 47″ E / 41.37397222°N,1.37981389°E 455 msnm          |           |                     | Modifica les dades a Wikidata |
|        | Santes Creus      | Aiguamúrcia | entitat singular de població capital municipal | 168 hab | 41° 20′ 49″ N, 1° 21′ 46″ E / 41.347044°N,1.362647°E 273 msnm              |           | Santes Creus        | Modifica les dades a Wikidata |
|        | el Pla de Manlleu | Aiguamúrcia | entitat singular de població                   | 145 hab | 41° 22′ 06″ N, 1° 30′ 04″ E / 41.3683°N,1.50111°E 475 msnm                 |           |                     | Modifica les dades a Wikidata |
|        | els Manantials    | Aiguamúrcia | entitat singular de població                   | 92 hab  | 41° 20′ 24″ N, 1° 21′ 36″ E / 41.33994167°N,1.36011389°E 318 msnm          |           |                     | Modifica les dades a Wikidata |
|        | l'Albà            | Aiguamúrcia | entitat singular de població                   | 21 hab  | 41° 20′ 25″ N, 1° 24′ 10″ E / 41.34034444°N,1.40264444°E 442 msnm          |           |                     | Modifica les dades a Wikidata |
|        | la Planeta        | Aiguamúrcia | entitat singular de població                   | 4 hab   | 41° 22′ 46″ N, 1° 21′ 54″ E / 41.37938333°N,1.36505°E 356.202 msnm         |           |                     | Modifica les dades a Wikidata |
|        | les Ordres        | Aiguamúrcia | entitat singular de població                   | 12 hab  | 41° 23′ 12″ N, 1° 23′ 50″ E / 41.38659722°N,1.39715°E 560 msnm             |           |                     | Modifica les dades a Wikidata |
|        | les Pobles        | Aiguamúrcia | entitat singular de població                   | 170 hab | 41° 21′ 37″ N, 1° 24′ 06″ E / 41.360172222222°N,1.4017861111111°E 455 msnm |           | Les Pobles          | Modifica les dades a Wikidata |

## església
| imatge | Nom                               | Ubicat a    | instància de              | Detalls                                                                | coordenades                                                              | Protecció                                  | Commons (més fotos)                    | Dades a WD                    |
| ------ | --------------------------------- | ----------- | ------------------------- | ---------------------------------------------------------------------- | ------------------------------------------------------------------------ | ------------------------------------------ | -------------------------------------- | ----------------------------- |
|        | Sant Cristòfol                    | Aiguamúrcia | església edifici històric |                                                                        | 41° 22′ 02″ N, 1° 30′ 00″ E / 41.367133422619°N,1.50004238150635°E       |                                            |                                        | Modifica les dades a Wikidata |
|        | Sant Miquel del Pla de Manlleu    | Aiguamúrcia | església                  | Estil: arquitectura romànica 12nd century                              | 41° 21′ 52″ N, 1° 29′ 39″ E / 41.36448°N,1.49405°E el Pla de Manlleu     | bé cultural d'interès local                | Sant Miquel del Pla de Manlleu         | Modifica les dades a Wikidata |
|        | Sant Pere de Gaià                 | Aiguamúrcia | església                  | Estil: arquitectura popular 980                                        | 41° 21′ 44″ N, 1° 21′ 39″ E / 41.362159°N,1.360746°E                     | bé cultural d'interès local                |                                        | Modifica les dades a Wikidata |
|        | Sant Pere de les Destres          | Aiguamúrcia | església                  | Estil: arquitectura romànica arquitectura neoclàssica No/unknown value | 41° 20′ 18″ N, 1° 22′ 46″ E / 41.3383°N,1.37935°E les Destres            | bé integrant del patrimoni cultural català | Sant Pere de les Destres               | Modifica les dades a Wikidata |
|        | Santa Agnès d'Aiguamúrcia         | Aiguamúrcia | església ermita           | Estil: arquitectura popular 12nd century                               | 41° 22′ 19″ N, 1° 25′ 57″ E / 41.372053°N,1.432623°E                     | bé cultural d'interès local                | Santa Agnès d'Aiguamúrcia              | Modifica les dades a Wikidata |
|        | Santa Maria d'Aiguamúrcia         | Aiguamúrcia | església                  | Estil: arquitectura popular 20th century                               | 41° 19′ 45″ N, 1° 21′ 30″ E / 41.32903°N,1.35835°E ca:Pl. de l'Església  | bé integrant del patrimoni cultural català | Parròquia de Santa Maria (Aiguamúrcia) | Modifica les dades a Wikidata |
|        | Santa Maria de Cal Canonge        | Aiguamúrcia | església                  | Estil: arquitectura neoclàssica 19th century                           | 41° 20′ 25″ N, 1° 24′ 13″ E / 41.34016°N,1.40363°E ca:Cal Canonge        | bé integrant del patrimoni cultural català | Santa Maria de Cal Canonge             | Modifica les dades a Wikidata |
|        | Santa Maria de les Pobles         | Aiguamúrcia | església                  | Estil: noucentisme 1920                                                | 41° 21′ 38″ N, 1° 24′ 08″ E / 41.360439°N,1.40209°E ca:Pl. de les Pobles | bé integrant del patrimoni cultural català | Santa Maria de les Pobles              | Modifica les dades a Wikidata |
|        | Santa Perpètua                    | Aiguamúrcia | església capella          |                                                                        | 41° 23′ 14″ N, 1° 30′ 48″ E / 41.3872847993189°N,1.51339321734615°E      |                                            |                                        | Modifica les dades a Wikidata |
|        | església de Santa Maria de l'Albà | Aiguamúrcia | església                  | Estil: arquitectura romànica Estat: ruïnós                             | 41° 20′ 25″ N, 1° 24′ 13″ E / 41.34026°N,1.40354°E                       | bé cultural d'interès local                |                                        | Modifica les dades a Wikidata |

## font
| imatge | Nom                       | Ubicat a     | instància de                       | Detalls      | coordenades                                                                   | Protecció                                  | Commons (més fotos)         | Dades a WD                    |
| ------ | ------------------------- | ------------ | ---------------------------------- | ------------ | ----------------------------------------------------------------------------- | ------------------------------------------ | --------------------------- | ----------------------------- |
|        | Font Nova del Pla         | Santes Creus | font marca comercial aigua mineral | 2021         | 41° 20′ 25″ N, 1° 21′ 34″ E / 41.34022222222222°N,1.3593888888888888°E        |                                            |                             | Modifica les dades a Wikidata |
|        | font Cervellona           | Aiguamúrcia  | font                               |              | 41° 19′ 22″ N, 1° 21′ 21″ E / 41.322832348085°N,1.3559595549557°E             |                                            |                             | Modifica les dades a Wikidata |
|        | font de Sant Bernat Calbó | Aiguamúrcia  | font                               | 18th century | 41° 20′ 47″ N, 1° 21′ 47″ E / 41.34637°N,1.36293°E ca:Santes Creus            | bé integrant del patrimoni cultural català | Font de Sant Bernat Calbó   | Modifica les dades a Wikidata |
|        | font de Santa Agnès       | Aiguamúrcia  | font                               |              | 41° 22′ 38″ N, 1° 26′ 14″ E / 41.377105355443°N,1.4371040716974°E             |                                            |                             | Modifica les dades a Wikidata |
|        | les Sis Fonts             | Aiguamúrcia  | font                               | 20th century | 41° 20′ 51″ N, 1° 21′ 43″ E / 41.34744°N,1.36204°E ca:Arbreda de Santes Creus | bé integrant del patrimoni cultural català | Les Sis Fonts (Aiguamúrcia) | Modifica les dades a Wikidata |

## forn de calç
| imatge | Nom                                    | Ubicat a    | instància de | Detalls                     | coordenades | Protecció                                  | Commons (més fotos) | Dades a WD                    |
| ------ | -------------------------------------- | ----------- | ------------ | --------------------------- | ----------- | ------------------------------------------ | ------------------- | ----------------------------- |
|        | Forn de calç de Can Manilles           | Aiguamúrcia | forn de calç | Estil: arquitectura popular |             | bé integrant del patrimoni cultural català |                     | Modifica les dades a Wikidata |
|        | Forn de calç de Santa Agnès 1          | Aiguamúrcia | forn de calç | Estil: arquitectura popular |             | bé integrant del patrimoni cultural català |                     | Modifica les dades a Wikidata |
|        | Forn de calç de Santa Agnès 2          | Aiguamúrcia | forn de calç | Estil: arquitectura popular |             | bé integrant del patrimoni cultural català |                     | Modifica les dades a Wikidata |
|        | Forn de calç del Fondo del Camp Gran 1 | Aiguamúrcia | forn de calç | Estil: arquitectura popular |             | bé integrant del patrimoni cultural català |                     | Modifica les dades a Wikidata |
|        | Forn de calç del Fondo del Camp Gran 2 | Aiguamúrcia | forn de calç | Estil: arquitectura popular |             | bé integrant del patrimoni cultural català |                     | Modifica les dades a Wikidata |

## masia
| imatge | Nom                             | Ubicat a    | instància de     | Detalls                                                          | coordenades | Protecció                                  | Commons (més fotos)             | Dades a WD                    |
| ------ | ------------------------------- | ----------- | ---------------- | ---------------------------------------------------------------- | --- | ------------------------------------------ | ------------------------------- | ----------------------------- |
|        | Bruell                          | Aiguamúrcia | masia            |                                                                  | 41° 23′ 09″ N, 1° 24′ 57″ E / 41.3859470361734°N,1.41585499131545°E                                                                   |                                            |                                 | Modifica les dades a Wikidata |
|        | Ca l'Armejac                    | Aiguamúrcia | masia            |                                                                  | 41° 22′ 36″ N, 1° 30′ 29″ E / 41.3767484157475°N,1.50798892235062°E                                                                   |                                            |                                 | Modifica les dades a Wikidata |
|        | Ca l'Arnedo                     | Aiguamúrcia | masia            |                                                                  | 41° 21′ 09″ N, 1° 21′ 02″ E / 41.352476802031°N,1.3504323016007°E                                                                     |                                            |                                 | Modifica les dades a Wikidata |
|        | Ca l'Estanella                  | Aiguamúrcia | masia            |                                                                  | 41° 23′ 16″ N, 1° 23′ 20″ E / 41.38783056°N,1.38875556°E 518 msnm                                                                     |                                            |                                 | Modifica les dades a Wikidata |
|        | Ca la Coca                      | Aiguamúrcia | masia            |                                                                  | 41° 23′ 18″ N, 1° 30′ 56″ E / 41.3882850863748°N,1.51552328905152°E                                                                   |                                            |                                 | Modifica les dades a Wikidata |
|        | Ca la Sebastiana                | Aiguamúrcia | masia            |                                                                  | 41° 19′ 44″ N, 1° 20′ 58″ E / 41.32882°N,1.34957°E                                                                                    |                                            |                                 | Modifica les dades a Wikidata |
|        | Cal Baró                        | Aiguamúrcia | masia            |                                                                  | 41° 20′ 03″ N, 1° 25′ 08″ E / 41.3341808370272°N,1.41901021145927°E                                                                   |                                            |                                 | Modifica les dades a Wikidata |
|        | Cal Batet                       | Aiguamúrcia | masia            |                                                                  | 41° 23′ 13″ N, 1° 23′ 51″ E / 41.3868528939658°N,1.39736675199283°E                                                                   |                                            |                                 | Modifica les dades a Wikidata |
|        | Cal Batlló                      | Aiguamúrcia | masia            |                                                                  | 41° 22′ 32″ N, 1° 29′ 52″ E / 41.3754999393433°N,1.4978770811507°E                                                                    |                                            |                                 | Modifica les dades a Wikidata |
|        | Cal Bernat                      | Aiguamúrcia | masia            |                                                                  | 41° 21′ 09″ N, 1° 25′ 24″ E / 41.352598352446°N,1.4233461685368°E                                                                     |                                            |                                 | Modifica les dades a Wikidata |
|        | Cal Bessó                       | Aiguamúrcia | masia            |                                                                  | 41° 23′ 14″ N, 1° 22′ 55″ E / 41.3871944133769°N,1.38187009313234°E                                                                   |                                            |                                 | Modifica les dades a Wikidata |
|        | Cal Boada                       | Aiguamúrcia | masia            |                                                                  | 41° 24′ 01″ N, 1° 24′ 37″ E / 41.400155654341°N,1.410234663779°E 810 msnm                                                             |                                            | Cal Boada (Aiguamúrcia)         | Modifica les dades a Wikidata |
|        | Cal Bonhome                     | Aiguamúrcia | masia            |                                                                  | 41° 22′ 43″ N, 1° 29′ 17″ E / 41.3785704941352°N,1.48817978651971°E                                                                   |                                            |                                 | Modifica les dades a Wikidata |
|        | Cal Bonic                       | Aiguamúrcia | masia            |                                                                  | 41° 21′ 31″ N, 1° 28′ 12″ E / 41.358602917622°N,1.46989680248915°E                                                                    |                                            |                                 | Modifica les dades a Wikidata |
|        | Cal Caletros                    | Aiguamúrcia | masia            |                                                                  | 41° 22′ 17″ N, 1° 30′ 47″ E / 41.3714895304872°N,1.51296375987542°E                                                                   |                                            |                                 | Modifica les dades a Wikidata |
|        | Cal Cardó                       | Aiguamúrcia | masia            |                                                                  | 41° 22′ 48″ N, 1° 29′ 56″ E / 41.3798729627565°N,1.49891252541923°E                                                                   |                                            |                                 | Modifica les dades a Wikidata |
|        | Cal Cason                       | Aiguamúrcia | masia            |                                                                  | 41° 20′ 37″ N, 1° 23′ 38″ E / 41.3436162717337°N,1.39399334165525°E                                                                   |                                            |                                 | Modifica les dades a Wikidata |
|        | Cal Cego                        | Aiguamúrcia | masia            |                                                                  | 41° 22′ 33″ N, 1° 29′ 54″ E / 41.3757657530348°N,1.49822970546961°E                                                                   |                                            |                                 | Modifica les dades a Wikidata |
|        | Cal Cendra                      | Aiguamúrcia | masia            |                                                                  | 41° 22′ 31″ N, 1° 29′ 48″ E / 41.3754021910538°N,1.49659982766032°E                                                                   |                                            |                                 | Modifica les dades a Wikidata |
|        | Cal Cinc Dies                   | Aiguamúrcia | masia            |                                                                  | 41° 21′ 37″ N, 1° 30′ 09″ E / 41.360399475238°N,1.50238485004213°E                                                                    |                                            |                                 | Modifica les dades a Wikidata |
|        | Cal Coix                        | Aiguamúrcia | masia            |                                                                  | 41° 22′ 52″ N, 1° 27′ 57″ E / 41.3812107908823°N,1.46581505256182°E                                                                   |                                            |                                 | Modifica les dades a Wikidata |
|        | Cal Corralet                    | Aiguamúrcia | masia            |                                                                  | 41° 20′ 37″ N, 1° 23′ 44″ E / 41.3436931317799°N,1.39562888882249°E                                                                   |                                            |                                 | Modifica les dades a Wikidata |
|        | Cal Cortada                     | Aiguamúrcia | masia            |                                                                  | 41° 20′ 37″ N, 1° 25′ 51″ E / 41.343692159298°N,1.4307322668372°E                                                                     |                                            |                                 | Modifica les dades a Wikidata |
|        | Cal Dalmau                      | Aiguamúrcia | masia            |                                                                  | 41° 21′ 03″ N, 1° 25′ 18″ E / 41.3508889138061°N,1.42160626606475°E                                                                   |                                            |                                 | Modifica les dades a Wikidata |
|        | Cal Domingo                     | Aiguamúrcia | masia            |                                                                  | 41° 22′ 24″ N, 1° 29′ 03″ E / 41.3732926734463°N,1.48410490913714°E                                                                   |                                            |                                 | Modifica les dades a Wikidata |
|        | Cal Fam                         | Aiguamúrcia | masia            |                                                                  | 41° 21′ 03″ N, 1° 25′ 07″ E / 41.3507665280241°N,1.41859696556063°E                                                                   |                                            |                                 | Modifica les dades a Wikidata |
|        | Cal Fèlix                       | Aiguamúrcia | masia            |                                                                  | 41° 22′ 45″ N, 1° 30′ 00″ E / 41.3790871498672°N,1.50012646282015°E                                                                   |                                            |                                 | Modifica les dades a Wikidata |
|        | Cal Galeno                      | Aiguamúrcia | masia            |                                                                  | 41° 22′ 58″ N, 1° 23′ 51″ E / 41.382865502017°N,1.397500881967°E                                                                      |                                            |                                 | Modifica les dades a Wikidata |
|        | Cal Galofre                     | Aiguamúrcia | masia            |                                                                  | 41° 22′ 24″ N, 1° 30′ 07″ E / 41.37331949022°N,1.50196891928456°E                                                                     |                                            |                                 | Modifica les dades a Wikidata |
|        | Cal Garrut                      | Aiguamúrcia | masia            |                                                                  | 41° 20′ 16″ N, 1° 22′ 45″ E / 41.3376880707798°N,1.37911662556791°E                                                                   |                                            |                                 | Modifica les dades a Wikidata |
|        | Cal Gatelló                     | Aiguamúrcia | masia            |                                                                  | 41° 22′ 53″ N, 1° 30′ 18″ E / 41.3813022613865°N,1.50491897438931°E                                                                   |                                            |                                 | Modifica les dades a Wikidata |
|        | Cal Grau                        | Aiguamúrcia | masia            |                                                                  | 41° 23′ 24″ N, 1° 23′ 46″ E / 41.39005204971°N,1.3961283240457°E                                                                      |                                            |                                 | Modifica les dades a Wikidata |
|        | Cal Grill                       | Aiguamúrcia | masia            |                                                                  | 41° 22′ 33″ N, 1° 29′ 50″ E / 41.375878392477°N,1.49719872107142°E                                                                    |                                            |                                 | Modifica les dades a Wikidata |
|        | Cal Guatllo                     | Aiguamúrcia | masia            |                                                                  | 41° 20′ 45″ N, 1° 24′ 23″ E / 41.3458621549153°N,1.40652411483773°E                                                                   |                                            |                                 | Modifica les dades a Wikidata |
|        | Cal Guillem                     | Aiguamúrcia | masia            |                                                                  | 41° 20′ 46″ N, 1° 25′ 07″ E / 41.346229838556°N,1.4187188641574°E                                                                     |                                            |                                 | Modifica les dades a Wikidata |
|        | Cal Güell                       | Aiguamúrcia | masia            |                                                                  | 41° 20′ 53″ N, 1° 24′ 50″ E / 41.347964885798°N,1.4138957657923°E ca:Camí de l'Albà Vell                                              |                                            |                                 | Modifica les dades a Wikidata |
|        | Cal Jep Baró                    | Aiguamúrcia | masia            |                                                                  | 41° 19′ 49″ N, 1° 24′ 47″ E / 41.330395228701°N,1.41293572704317°E                                                                    |                                            |                                 | Modifica les dades a Wikidata |
|        | Cal Lió                         | Aiguamúrcia | masia            |                                                                  | 41° 23′ 01″ N, 1° 29′ 54″ E / 41.3836942761664°N,1.49839408826752°E                                                                   |                                            |                                 | Modifica les dades a Wikidata |
|        | Cal Llebrer                     | Aiguamúrcia | masia            |                                                                  | 41° 19′ 47″ N, 1° 21′ 34″ E / 41.3297809428523°N,1.35950036195629°E                                                                   |                                            |                                 | Modifica les dades a Wikidata |
|        | Cal Magre                       | Aiguamúrcia | masia            | Estil: arquitectura popular                                      | 41° 20′ 58″ N, 1° 23′ 14″ E / 41.34936°N,1.38726°E ca:Ctra. de les Pobles                                                             | bé integrant del patrimoni cultural català |                                 | Modifica les dades a Wikidata |
|        | Cal Maniles                     | Aiguamúrcia | masia            |                                                                  | 41° 23′ 26″ N, 1° 23′ 55″ E / 41.3904561723426°N,1.39868959851984°E                                                                   |                                            |                                 | Modifica les dades a Wikidata |
|        | Cal Martí de Batllori           | Aiguamúrcia | masia            |                                                                  | 41° 22′ 41″ N, 1° 29′ 28″ E / 41.378014960558°N,1.49114638957544°E                                                                    |                                            |                                 | Modifica les dades a Wikidata |
|        | Cal Maset                       | Aiguamúrcia | masia            |                                                                  | 41° 22′ 21″ N, 1° 30′ 22″ E / 41.3725906464689°N,1.5061827121187°E                                                                    |                                            |                                 | Modifica les dades a Wikidata |
|        | Cal Mingo Saliu                 | Aiguamúrcia | masia            |                                                                  | 41° 21′ 38″ N, 1° 29′ 46″ E / 41.3606239449992°N,1.49611514455143°E                                                                   |                                            |                                 | Modifica les dades a Wikidata |
|        | Cal Mirem                       | Aiguamúrcia | masia            |                                                                  | 41° 22′ 48″ N, 1° 23′ 29″ E / 41.3800699237641°N,1.39151807359652°E                                                                   |                                            |                                 | Modifica les dades a Wikidata |
|        | Cal Pelegrí                     | Aiguamúrcia | masia            |                                                                  | 41° 22′ 17″ N, 1° 29′ 42″ E / 41.3712560741622°N,1.49500934018413°E                                                                   |                                            |                                 | Modifica les dades a Wikidata |
|        | Cal Pere Llarg                  | Aiguamúrcia | masia            |                                                                  | 41° 21′ 58″ N, 1° 29′ 23″ E / 41.3660978720636°N,1.48973595724792°E                                                                   |                                            |                                 | Modifica les dades a Wikidata |
|        | Cal Perot                       | Aiguamúrcia | masia            |                                                                  | 41° 21′ 23″ N, 1° 27′ 14″ E / 41.3563536825899°N,1.45391856610229°E                                                                   |                                            |                                 | Modifica les dades a Wikidata |
|        | Cal Petronillo                  | Aiguamúrcia | masia            |                                                                  | 41° 20′ 39″ N, 1° 24′ 15″ E / 41.3442514786916°N,1.40404147752062°E                                                                   |                                            |                                 | Modifica les dades a Wikidata |
|        | Cal Poll                        | Aiguamúrcia | masia            |                                                                  | 41° 20′ 18″ N, 1° 22′ 46″ E / 41.3382972347474°N,1.37951980703356°E                                                                   |                                            |                                 | Modifica les dades a Wikidata |
|        | Cal Ponet                       | Aiguamúrcia | masia            |                                                                  | 41° 21′ 55″ N, 1° 29′ 35″ E / 41.3652864787413°N,1.49311439085197°E                                                                   |                                            |                                 | Modifica les dades a Wikidata |
|        | Cal Ral                         | Aiguamúrcia | masia            |                                                                  | 41° 23′ 09″ N, 1° 22′ 11″ E / 41.3858709140544°N,1.36978763579093°E                                                                   |                                            |                                 | Modifica les dades a Wikidata |
|        | Cal Ramonet                     | Aiguamúrcia | masia            |                                                                  | 41° 23′ 51″ N, 1° 25′ 03″ E / 41.397553364287°N,1.4174752084021°E                                                                     |                                            |                                 | Modifica les dades a Wikidata |
|        | Cal Ros                         | Aiguamúrcia | masia            |                                                                  | 41° 23′ 14″ N, 1° 24′ 08″ E / 41.3872912426615°N,1.4023313784147°E                                                                    |                                            |                                 | Modifica les dades a Wikidata |
|        | Cal Sales                       | Aiguamúrcia | masia            |                                                                  | 41° 22′ 19″ N, 1° 30′ 49″ E / 41.3719285488639°N,1.5134798834033°E                                                                    |                                            |                                 | Modifica les dades a Wikidata |
|        | Cal Saperó                      | Aiguamúrcia | masia            |                                                                  | 41° 22′ 22″ N, 1° 26′ 18″ E / 41.3727626762784°N,1.43841580024171°E                                                                   |                                            |                                 | Modifica les dades a Wikidata |
|        | Cal Saques                      | Aiguamúrcia | masia            |                                                                  | 41° 22′ 19″ N, 1° 26′ 06″ E / 41.3718801252264°N,1.43511278658289°E                                                                   |                                            |                                 | Modifica les dades a Wikidata |
|        | Cal Segarra                     | Aiguamúrcia | masia            |                                                                  | 41° 21′ 29″ N, 1° 28′ 07″ E / 41.3580197377291°N,1.46871498747092°E                                                                   |                                            |                                 | Modifica les dades a Wikidata |
|        | Cal Sord                        | Aiguamúrcia | masia            |                                                                  | 41° 21′ 52″ N, 1° 30′ 12″ E / 41.364330157144°N,1.503346833126°E                                                                      |                                            |                                 | Modifica les dades a Wikidata |
|        | Cal Tesso                       | Aiguamúrcia | masia            |                                                                  | 41° 22′ 33″ N, 1° 30′ 37″ E / 41.3757589365339°N,1.51017594475215°E                                                                   |                                            |                                 | Modifica les dades a Wikidata |
|        | Cal Teuler                      | Aiguamúrcia | masia            |                                                                  | 41° 20′ 36″ N, 1° 23′ 20″ E / 41.3432855033772°N,1.38901748192142°E                                                                   |                                            |                                 | Modifica les dades a Wikidata |
|        | Cal Ticano                      | Aiguamúrcia | masia            |                                                                  | 41° 22′ 31″ N, 1° 30′ 38″ E / 41.375303416817°N,1.51047333211228°E                                                                    |                                            |                                 | Modifica les dades a Wikidata |
|        | Cal Torró                       | Aiguamúrcia | masia            |                                                                  | 41° 21′ 26″ N, 1° 29′ 30″ E / 41.3571876315804°N,1.49163954912898°E                                                                   |                                            |                                 | Modifica les dades a Wikidata |
|        | Cal Tuets                       | Aiguamúrcia | masia            |                                                                  | 41° 23′ 18″ N, 1° 23′ 33″ E / 41.38820118715°N,1.392585785813°E 544 msnm                                                              |                                            |                                 | Modifica les dades a Wikidata |
|        | Cal Vinyals                     | Aiguamúrcia | masia            |                                                                  | 41° 21′ 32″ N, 1° 28′ 22″ E / 41.3588029472468°N,1.47274934016028°E 628 msnm                                                          |                                            | Cal Vinyals (Aiguamúrcia)       | Modifica les dades a Wikidata |
|        | Cal Xorarilo                    | Aiguamúrcia | masia            |                                                                  | 41° 22′ 50″ N, 1° 29′ 32″ E / 41.3806052984692°N,1.49223456197134°E                                                                   |                                            |                                 | Modifica les dades a Wikidata |
|        | Can Batllori                    | Aiguamúrcia | masia            |                                                                  | 41° 22′ 37″ N, 1° 29′ 11″ E / 41.3769425428098°N,1.48630417326687°E                                                                   |                                            |                                 | Modifica les dades a Wikidata |
|        | Can Calbet                      | Aiguamúrcia | masia            |                                                                  | 41° 21′ 52″ N, 1° 29′ 28″ E / 41.3645380751648°N,1.49099154110723°E                                                                   |                                            |                                 | Modifica les dades a Wikidata |
|        | Can Fesol                       | Aiguamúrcia | masia            |                                                                  | 41° 21′ 39″ N, 1° 29′ 20″ E / 41.3608002856914°N,1.48894986439744°E                                                                   |                                            |                                 | Modifica les dades a Wikidata |
|        | Can Figueres                    | Aiguamúrcia | masia            |                                                                  | 41° 22′ 22″ N, 1° 30′ 05″ E / 41.3728614780745°N,1.50138155377738°E                                                                   |                                            |                                 | Modifica les dades a Wikidata |
|        | Can Gener                       | Aiguamúrcia | masia            |                                                                  | 41° 21′ 39″ N, 1° 30′ 47″ E / 41.3606992095265°N,1.5129942689561°E                                                                    |                                            |                                 | Modifica les dades a Wikidata |
|        | Can Magí Pastor                 | Aiguamúrcia | masia            |                                                                  | 41° 21′ 57″ N, 1° 29′ 38″ E / 41.3658181326691°N,1.49381949484809°E                                                                   |                                            |                                 | Modifica les dades a Wikidata |
|        | Can Parrillo                    | Aiguamúrcia | masia            |                                                                  | 41° 22′ 53″ N, 1° 30′ 13″ E / 41.3814115387333°N,1.50362489074078°E                                                                   |                                            |                                 | Modifica les dades a Wikidata |
|        | Can Salet                       | Aiguamúrcia | masia            |                                                                  | 41° 22′ 32″ N, 1° 28′ 56″ E / 41.3754754484608°N,1.48228444057121°E                                                                   |                                            |                                 | Modifica les dades a Wikidata |
|        | Can Ton Suriol                  | Aiguamúrcia | masia            |                                                                  | 41° 22′ 34″ N, 1° 28′ 50″ E / 41.3762106818532°N,1.48066495937894°E                                                                   |                                            |                                 | Modifica les dades a Wikidata |
|        | Can Xiretes                     | Aiguamúrcia | masia            |                                                                  | 41° 23′ 03″ N, 1° 29′ 56″ E / 41.3843027291661°N,1.4987747543222°E                                                                    |                                            |                                 | Modifica les dades a Wikidata |
|        | Caseta del Tòfol Calderer       | Aiguamúrcia | masia            |                                                                  | 41° 19′ 51″ N, 1° 22′ 59″ E / 41.3309604146605°N,1.38301175515431°E                                                                   |                                            |                                 | Modifica les dades a Wikidata |
|        | Corral Nou                      | Aiguamúrcia | masia            |                                                                  | 41° 22′ 55″ N, 1° 29′ 41″ E / 41.3818086057038°N,1.49470622286526°E                                                                   |                                            |                                 | Modifica les dades a Wikidata |
|        | Mas Alegret                     | Aiguamúrcia | masia            |                                                                  | 41° 22′ 27″ N, 1° 21′ 56″ E / 41.3741031532237°N,1.36566918425957°E                                                                   |                                            |                                 | Modifica les dades a Wikidata |
|        | Mas Corrubí                     | Aiguamúrcia | masia            |                                                                  | 41° 21′ 36″ N, 1° 29′ 58″ E / 41.3600365367391°N,1.49941633796364°E                                                                   |                                            |                                 | Modifica les dades a Wikidata |
|        | Mas Miquel                      | Aiguamúrcia | masia            |                                                                  | 41° 21′ 11″ N, 1° 23′ 37″ E / 41.35296111°N,1.39373056°E 402 msnm                                                                     |                                            |                                 | Modifica les dades a Wikidata |
|        | Mas Regany                      | Aiguamúrcia | masia            |                                                                  | 41° 22′ 41″ N, 1° 22′ 55″ E / 41.378145985622°N,1.3820710016513°E                                                                     |                                            |                                 | Modifica les dades a Wikidata |
|        | Mas Rossell                     | Aiguamúrcia | masia            | Estat: ruïnós                                                    | 41° 21′ 38″ N, 1° 26′ 20″ E / 41.36052778°N,1.43891944°E 609 msnm                                                                     |                                            |                                 | Modifica les dades a Wikidata |
|        | Mas Rubió                       | Aiguamúrcia | masia            | Estil: arquitectura popular                                      | 41° 20′ 43″ N, 1° 23′ 16″ E / 41.34539°N,1.38789°E                                                                                    | bé integrant del patrimoni cultural català | Mas Rubió (Aiguamúrcia)         | Modifica les dades a Wikidata |
|        | Mas d'en Ferran                 | Aiguamúrcia | masia            |                                                                  | 41° 23′ 07″ N, 1° 23′ 12″ E / 41.385416312841°N,1.3866745854131°E                                                                     |                                            |                                 | Modifica les dades a Wikidata |
|        | Mas d'en Palau                  | Aiguamúrcia | masia            | Estil: arquitectura popular 15th century                         | 41° 20′ 05″ N, 1° 24′ 27″ E / 41.33477°N,1.40752°E ca:Mas Barrat                                                                      | bé integrant del patrimoni cultural català |                                 | Modifica les dades a Wikidata |
|        | Mas d'en Parès                  | Aiguamúrcia | masia            |                                                                  | 41° 22′ 13″ N, 1° 23′ 35″ E / 41.3702818353204°N,1.39300277077165°E                                                                   |                                            |                                 | Modifica les dades a Wikidata |
|        | Mas d'en Prat                   | Aiguamúrcia | masia            |                                                                  | 41° 21′ 57″ N, 1° 25′ 00″ E / 41.3659359630468°N,1.416723163187°E                                                                     |                                            |                                 | Modifica les dades a Wikidata |
|        | Mas d'en Puig d'Heura           | Aiguamúrcia | masia            | Estat: enderrocat o destruït                                     | 41° 22′ 39″ N, 1° 27′ 12″ E / 41.377491°N,1.453385°E 715 msnm                                                                         |                                            |                                 | Modifica les dades a Wikidata |
|        | Mas d'en Xup                    | Aiguamúrcia | masia            |                                                                  | 41° 23′ 10″ N, 1° 22′ 42″ E / 41.386199037094°N,1.3782834068445°E                                                                     |                                            |                                 | Modifica les dades a Wikidata |
|        | Mas de les Comes                | Aiguamúrcia | masia            |                                                                  | 41° 22′ 01″ N, 1° 26′ 00″ E / 41.366931°N,1.433457°E 626 msnm                                                                         |                                            | Mas de les Comes                | Modifica les dades a Wikidata |
|        | Mas de les Solivardes           | Aiguamúrcia | masia            |                                                                  | 41° 21′ 43″ N, 1° 22′ 31″ E / 41.361837797897°N,1.3753019340138°E                                                                     |                                            |                                 | Modifica les dades a Wikidata |
|        | Maset de Cal Güell              | Aiguamúrcia | masia            |                                                                  | 41° 20′ 40″ N, 1° 24′ 50″ E / 41.3444686519395°N,1.41388481992247°E                                                                   |                                            |                                 | Modifica les dades a Wikidata |
|        | Maset de la Fàbrega             | Aiguamúrcia | masia            |                                                                  | 41° 22′ 04″ N, 1° 28′ 26″ E / 41.3678254912292°N,1.47390136799397°E                                                                   |                                            |                                 | Modifica les dades a Wikidata |
|        | Masia Veciana                   | Aiguamúrcia | masia            |                                                                  | 41° 19′ 36″ N, 1° 21′ 26″ E / 41.3267050364413°N,1.35729528628016°E                                                                   |                                            |                                 | Modifica les dades a Wikidata |
|        | Masia de la Portella            | Aiguamúrcia | masia            | Estat: ruïnós                                                    | 41° 21′ 49″ N, 1° 27′ 51″ E / 41.36354167°N,1.46406667°E 683 msnm                                                                     |                                            |                                 | Modifica les dades a Wikidata |
|        | Masia del Cassany               | Aiguamúrcia | masia            |                                                                  | 41° 19′ 44″ N, 1° 23′ 24″ E / 41.3289781075088°N,1.39002727562252°E                                                                   |                                            |                                 | Modifica les dades a Wikidata |
|        | Masia del Nin                   | Aiguamúrcia | masia            |                                                                  | 41° 19′ 56″ N, 1° 21′ 29″ E / 41.3321460502229°N,1.357971169807°E                                                                     |                                            |                                 | Modifica les dades a Wikidata |
|        | Santa Agnès Vell                | Aiguamúrcia | masia            |                                                                  | 41° 22′ 24″ N, 1° 26′ 08″ E / 41.3733364808569°N,1.43556813533604°E                                                                   |                                            |                                 | Modifica les dades a Wikidata |
|        | Torre de Milà                   | Aiguamúrcia | masia            | 11st century                                                     | 41° 21′ 22″ N, 1° 28′ 48″ E / 41.35598°N,1.479864°E ca:Ctra. TV-2443, pista de Can Ferrer a Aiguaviva                                 | bé cultural d'interès local                | Torre de Milà                   | Modifica les dades a Wikidata |
|        | Torre de la Quadra de Puigloret | Aiguamúrcia | masia casa forta | Estil: arquitectura popular                                      | 41° 22′ 05″ N, 1° 30′ 12″ E / 41.368091°N,1.503342°E                                                                                  | bé cultural d'interès local                | Torre de la Quadra de Puigloret | Modifica les dades a Wikidata |
|        | Torre dels Galls Carnuts        | Aiguamúrcia | masia casa forta | Estil: arquitectura gòtica No/unknown value                      | 41° 22′ 54″ N, 1° 30′ 42″ E / 41.3817°N,1.51177°E ca:Pista des del pla de Manlleu, passat el mas de la Jaumeta a uns 300 m.           | bé cultural d'interès local                | Torre dels Galls Carnuts        | Modifica les dades a Wikidata |
|        | casa forta de la Campanera      | Aiguamúrcia | masia            | Estil: arquitectura gòtica 13rd century                          | 41° 22′ 04″ N, 1° 28′ 26″ E / 41.367766°N,1.473814°E ca:Pista de Selma, a 2 km del Pla de Manlleu, sobre un puig.                     | bé cultural d'interès local                | Casa forta de la Campanera      | Modifica les dades a Wikidata |
|        | el Botaric                      | Aiguamúrcia | masia            |                                                                  | 41° 22′ 40″ N, 1° 27′ 35″ E / 41.3777801720764°N,1.4598327916423°E                                                                    |                                            |                                 | Modifica les dades a Wikidata |
|        | el Carpi                        | Aiguamúrcia | masia            |                                                                  | 41° 23′ 09″ N, 1° 23′ 29″ E / 41.3857960177699°N,1.39134105058021°E                                                                   |                                            |                                 | Modifica les dades a Wikidata |
|        | el Matar                        | Aiguamúrcia | masia            |                                                                  | 41° 19′ 47″ N, 1° 24′ 24″ E / 41.3296234129192°N,1.40662121375233°E                                                                   |                                            |                                 | Modifica les dades a Wikidata |
|        | el Miracle                      | Aiguamúrcia | masia            |                                                                  | 41° 21′ 32″ N, 1° 25′ 54″ E / 41.359015619934°N,1.4315596250405°E                                                                     |                                            |                                 | Modifica les dades a Wikidata |
|        | el Pi Casamenter                | Aiguamúrcia | masia            |                                                                  | 41° 21′ 04″ N, 1° 26′ 42″ E / 41.351090234863°N,1.4448986047915°E                                                                     |                                            |                                 | Modifica les dades a Wikidata |
|        | el Ponàs                        | Aiguamúrcia | masia            |                                                                  | 41° 23′ 14″ N, 1° 30′ 05″ E / 41.38721847635°N,1.50133890351396°E                                                                     |                                            |                                 | Modifica les dades a Wikidata |
|        | els Carnuts                     | Aiguamúrcia | masia            |                                                                  | 41° 22′ 55″ N, 1° 30′ 42″ E / 41.3818660045706°N,1.51157927271329°E                                                                   |                                            |                                 | Modifica les dades a Wikidata |
|        | els Cups                        | Aiguamúrcia | masia            |                                                                  | 41° 22′ 06″ N, 1° 29′ 11″ E / 41.3682702612488°N,1.48643349958456°E                                                                   |                                            |                                 | Modifica les dades a Wikidata |
|        | els Masets                      | Aiguamúrcia | masia            |                                                                  | 41° 22′ 42″ N, 1° 23′ 50″ E / 41.3784278913285°N,1.397131178699°E                                                                     |                                            |                                 | Modifica les dades a Wikidata |
|        | l'Albà Vell                     | Aiguamúrcia | masia            |                                                                  | 41° 20′ 50″ N, 1° 25′ 30″ E / 41.3472258171175°N,1.42510129181456°E                                                                   |                                            |                                 | Modifica les dades a Wikidata |
|        | la Casa Roja                    | Aiguamúrcia | masia            |                                                                  | 41° 23′ 12″ N, 1° 24′ 08″ E / 41.386533630068°N,1.4021947257877°E                                                                     |                                            |                                 | Modifica les dades a Wikidata |
|        | la Fàbrega                      | Aiguamúrcia | masia            |                                                                  | 41° 21′ 58″ N, 1° 28′ 36″ E / 41.36618°N,1.47669°E ca:Riba esquerra de la Riera Marmellar, ran ctra. Bonany - Pla de Manlleu 580 msnm | bé integrant del patrimoni cultural català | La Fàbrega (Aiguamúrcia)        | Modifica les dades a Wikidata |
|        | la Jaumeta                      | Aiguamúrcia | masia            |                                                                  | 41° 22′ 55″ N, 1° 30′ 28″ E / 41.3818172208166°N,1.50781325150501°E                                                                   |                                            |                                 | Modifica les dades a Wikidata |
|        | la Manlleva                     | Aiguamúrcia | masia            |                                                                  | 41° 21′ 30″ N, 1° 26′ 54″ E / 41.358342058438°N,1.4483123623661°E                                                                     |                                            |                                 | Modifica les dades a Wikidata |
|        | la Masó de Selma                | Aiguamúrcia | masia            | Estil: arquitectura gòtica arquitectura popular No/unknown value | 41° 21′ 55″ N, 1° 26′ 52″ E / 41.36535°N,1.4478°E ca:Trencall del camí de Selma                                                       | bé cultural d'interès local                | La Masó de Selma (Aiguamúrcia)  | Modifica les dades a Wikidata |
|        | la Pedrera                      | Aiguamúrcia | masia            |                                                                  | 41° 21′ 50″ N, 1° 29′ 27″ E / 41.3639044654297°N,1.49075510932221°E                                                                   |                                            |                                 | Modifica les dades a Wikidata |
|        | la Portella                     | Aiguamúrcia | masia            |                                                                  | 41° 22′ 16″ N, 1° 27′ 19″ E / 41.371044557476°N,1.4551847026569°E                                                                     |                                            |                                 | Modifica les dades a Wikidata |
|        | la Quadra de Puiglloret         | Aiguamúrcia | masia            |                                                                  | 41° 22′ 05″ N, 1° 30′ 15″ E / 41.3680322969109°N,1.50405111451663°E                                                                   |                                            |                                 | Modifica les dades a Wikidata |
|        | la Vilella                      | Aiguamúrcia | masia            |                                                                  | 41° 20′ 20″ N, 1° 25′ 04″ E / 41.339010074707°N,1.4176984388626°E                                                                     |                                            |                                 | Modifica les dades a Wikidata |
|        | les Apieres                     | Aiguamúrcia | masia            |                                                                  | 41° 22′ 12″ N, 1° 30′ 39″ E / 41.369929988941°N,1.51077528234589°E                                                                    |                                            |                                 | Modifica les dades a Wikidata |
|        | les Codines                     | Aiguamúrcia | masia            |                                                                  | 41° 22′ 10″ N, 1° 29′ 51″ E / 41.3693260460971°N,1.49757672558828°E                                                                   |                                            |                                 | Modifica les dades a Wikidata |
|        | les Forques                     | Aiguamúrcia | masia            |                                                                  | 41° 22′ 37″ N, 1° 22′ 13″ E / 41.377076856324°N,1.3701394310413°E                                                                     |                                            |                                 | Modifica les dades a Wikidata |
|        | les Gatelletes                  | Aiguamúrcia | masia            |                                                                  | 41° 22′ 55″ N, 1° 31′ 08″ E / 41.3819772101224°N,1.51880008606874°E                                                                   |                                            |                                 | Modifica les dades a Wikidata |
|        | les Planes                      | Aiguamúrcia | masia            |                                                                  | 41° 22′ 34″ N, 1° 30′ 59″ E / 41.3760389082875°N,1.51650734689098°E                                                                   |                                            |                                 | Modifica les dades a Wikidata |
|        | les Torres                      | Aiguamúrcia | masia            |                                                                  | 41° 21′ 31″ N, 1° 27′ 33″ E / 41.35848661253°N,1.4590681796516°E                                                                      |                                            |                                 | Modifica les dades a Wikidata |

## molí d'aigua
| imatge | Nom                          | Ubicat a    | instància de | Detalls                      | coordenades                                                                                          | Protecció                                  | Commons (més fotos)              | Dades a WD                    |
| ------ | ---------------------------- | ----------- | ------------ | ---------------------------- | --- | ------------------------------------------ | -------------------------------- | ----------------------------- |
|        | Molí de Baix de Santes Creus | Aiguamúrcia | molí d'aigua | Estat: enderrocat o destruït | | bé integrant del patrimoni cultural català |                                  | Modifica les dades a Wikidata |
|        | Molí de Dalt de Santes Creus | Aiguamúrcia | molí d'aigua | Estat: enderrocat o destruït | | bé integrant del patrimoni cultural català |                                  | Modifica les dades a Wikidata |
|        | Molí de Santes Creus         | Aiguamúrcia | molí d'aigua |                              | 41° 20′ 19″ N, 1° 21′ 34″ E / 41.3385909569555°N,1.35956607987133°E                                  |                                            |                                  | Modifica les dades a Wikidata |
|        | Molí del Pla de Manlleu      | Aiguamúrcia | molí d'aigua |                              | | bé integrant del patrimoni cultural català |                                  | Modifica les dades a Wikidata |
|        | Molí dels Frares             | Aiguamúrcia | molí d'aigua |                              | | bé integrant del patrimoni cultural català |                                  | Modifica les dades a Wikidata |
|        | molí de la Fàbrega           | Aiguamúrcia | molí d'aigua |                              | 41° 22′ 26″ N, 1° 29′ 17″ E / 41.3739°N,1.488121°E ca:Dreta riera Marmellar, Pla de Manlleu 487 msnm | bé integrant del patrimoni cultural català | Molí de la Fàbrega (Aiguamúrcia) | Modifica les dades a Wikidata |

## muntanya
| imatge | Nom                         | Ubicat a                                          | instància de | Detalls | coordenades                                                         | Protecció | Commons (més fotos) | Dades a WD                    |
| ------ | --------------------------- | ------------------------------------------------- | ------------ | ------- | ------------------------------------------------------------------- | --------- | ------------------- | ----------------------------- |
|        | Puig Pedregós               | Aiguamúrcia                                       | muntanya     |         | 41° 22′ 08″ N, 1° 31′ 23″ E / 41.3689°N,1.52316°E 496.2 msnm        |           |                     | Modifica les dades a Wikidata |
|        | Puig d'Hivern               | Aiguamúrcia                                       | muntanya     |         | 41° 23′ 03″ N, 1° 30′ 51″ E / 41.38430417°N,1.51410833°E 621.8 msnm |           |                     | Modifica les dades a Wikidata |
|        | Puig de l'Àliga             | Torrelles de Foix el Montmell Aiguamúrcia Pontons | muntanya     |         | 41° 23′ 07″ N, 1° 32′ 13″ E / 41.3854°N,1.53699°E 701.5 msnm        |           |                     | Modifica les dades a Wikidata |
|        | Puig de les Forques         | Aiguamúrcia                                       | muntanya     |         | 41° 22′ 08″ N, 1° 27′ 33″ E / 41.369°N,1.4592°E 800.3 msnm          |           |                     | Modifica les dades a Wikidata |
|        | Puig del Miracle            | Aiguamúrcia                                       | muntanya     |         | 41° 21′ 22″ N, 1° 25′ 44″ E / 41.3561°N,1.42891°E 689.5 msnm        |           |                     | Modifica les dades a Wikidata |
|        | Roca Ferrana                | Aiguamúrcia                                       | muntanya     |         | 41° 21′ 01″ N, 1° 26′ 10″ E / 41.35015139°N,1.43602°E 751 msnm      |           |                     | Modifica les dades a Wikidata |
|        | Serrat del Coix             | Aiguamúrcia Querol                                | muntanya     |         | 41° 23′ 05″ N, 1° 27′ 41″ E / 41.3846°N,1.46146°E 710.4 msnm        |           |                     | Modifica les dades a Wikidata |
|        | Turó de Cal Cardó           | Aiguamúrcia                                       | muntanya     |         | 41° 22′ 55″ N, 1° 30′ 02″ E / 41.38198333°N,1.50049361°E 611.5 msnm |           |                     | Modifica les dades a Wikidata |
|        | Turó de Cal Gatelló         | Aiguamúrcia                                       | muntanya     |         | 41° 23′ 01″ N, 1° 30′ 14″ E / 41.3837°N,1.50402°E 615.9 msnm        |           |                     | Modifica les dades a Wikidata |
|        | Turó de Mas d'en Bosc       | Aiguamúrcia Querol                                | muntanya     |         | 41° 22′ 43″ N, 1° 26′ 54″ E / 41.3787°N,1.44824°E 851.1 msnm        |           |                     | Modifica les dades a Wikidata |
|        | Turó de la Font de la Teula | Aiguamúrcia                                       | muntanya     |         | 41° 22′ 46″ N, 1° 31′ 42″ E / 41.37957778°N,1.52838889°E 610.6 msnm |           |                     | Modifica les dades a Wikidata |
|        | Turó del Corral Nou         | Aiguamúrcia                                       | muntanya     |         | 41° 23′ 04″ N, 1° 29′ 39″ E / 41.3844°N,1.49424°E 677.7 msnm        |           |                     | Modifica les dades a Wikidata |
|        | Turó del Mas Alegret        | Aiguamúrcia                                       | muntanya     |         | 41° 21′ 47″ N, 1° 22′ 06″ E / 41.36309444°N,1.36841806°E 358.3 msnm |           |                     | Modifica les dades a Wikidata |
|        | Turó dels Masos             | Aiguamúrcia                                       | muntanya     |         | 41° 21′ 51″ N, 1° 29′ 08″ E / 41.36404444°N,1.48568556°E 616.9 msnm |           |                     | Modifica les dades a Wikidata |

## nucli de població
| imatge | Nom         | Ubicat a           | instància de                                           | Detalls | coordenades                                                           | Protecció | Commons (més fotos) | Dades a WD                    |
| ------ | ----------- | ------------------ | ------------------------------------------------------ | ------- | --------------------------------------------------------------------- | --------- | ------------------- | ----------------------------- |
|        | Cal Canonge | l'Albà Aiguamúrcia | nucli de població nucli d'entitat singular de població | 10 hab  | 41° 20′ 29″ N, 1° 24′ 02″ E / 41.34130339°N,1.400477886°E 410.28 msnm |           |                     | Modifica les dades a Wikidata |
|        | les Destres | Aiguamúrcia l'Albà | nucli de població nucli d'entitat singular de població | 4 hab   | 41° 20′ 16″ N, 1° 22′ 44″ E / 41.337894°N,1.378783°E 375 msnm         |           |                     | Modifica les dades a Wikidata |

## plaça
| imatge | Nom                        | Ubicat a     | instància de | Detalls | coordenades                                        | Protecció | Commons (més fotos)                       | Dades a WD                    |
| ------ | -------------------------- | ------------ | ------------ | ------- | -------------------------------------------------- | --------- | ----------------------------------------- | ----------------------------- |
|        | Plaça de Jaume el Just     | Santes Creus | plaça        |         | 41° 20′ 46″ N, 1° 21′ 49″ E / 41.34615°N,1.36359°E |           | Plaça de Jaume el Just (Santes Creus)     | Modifica les dades a Wikidata |
|        | Plaça de Sant Bernat Calbó | Santes Creus | plaça        |         | 41° 20′ 47″ N, 1° 21′ 47″ E / 41.34644°N,1.36307°E |           | Plaça de Sant Bernat Calbó (Santes Creus) | Modifica les dades a Wikidata |

## pont
| imatge | Nom                           | Ubicat a    | instància de | Detalls                 | coordenades                                                         | Protecció                                  | Commons (més fotos)           | Dades a WD                    |
| ------ | ----------------------------- | ----------- | ------------ | ----------------------- | ------------------------------------------------------------------- | ------------------------------------------ | ----------------------------- | ----------------------------- |
|        | Pont de l'Arquet              | Aiguamúrcia | pont         |                         | 41° 19′ 43″ N, 1° 21′ 32″ E / 41.3286987332804°N,1.35877470886881°E |                                            |                               | Modifica les dades a Wikidata |
|        | Pont de pedra de Santes Creus | Aiguamúrcia | pont         | 1549 Travessa: riu Gaià | 41° 20′ 59″ N, 1° 21′ 43″ E / 41.34978°N,1.36188°E ca:Santes Creus  | bé integrant del patrimoni cultural català | Pont de pedra de Santes Creus | Modifica les dades a Wikidata |

## pou de neu
| imatge | Nom                             | Ubicat a    | instància de | Detalls                     | coordenades                                                               | Protecció                                  | Commons (més fotos) | Dades a WD                    |
| ------ | ------------------------------- | ----------- | ------------ | --------------------------- | ------------------------------------------------------------------------- | ------------------------------------------ | ------------------- | ----------------------------- |
|        | El Pou de glaç                  | Aiguamúrcia | pou de neu   |                             | 41° 21′ 55″ N, 1° 26′ 52″ E / 41.36535°N,1.4478°E la Masó de Selma        | bé integrant del patrimoni cultural català |                     | Modifica les dades a Wikidata |
|        | El Pou de la neu de Ramonet     | Aiguamúrcia | pou de neu   |                             | 41° 23′ 57″ N, 1° 24′ 46″ E / 41.399072°N,1.412848°E Cal Ramonet 845 msnm | bé integrant del patrimoni cultural català |                     | Modifica les dades a Wikidata |
|        | El Pou de la neu del Mas Ferran | Aiguamúrcia | pou de neu   | Estil: arquitectura popular | 41° 23′ 09″ N, 1° 23′ 11″ E / 41.385722°N,1.386383°E les Ordres 503 msnm  | bé integrant del patrimoni cultural català |                     | Modifica les dades a Wikidata |

## serra
| imatge | Nom               | Ubicat a    | instància de | Detalls | coordenades                                                         | Protecció | Commons (més fotos) | Dades a WD                    |
| ------ | ----------------- | ----------- | ------------ | ------- | ------------------------------------------------------------------- | --------- | ------------------- | ----------------------------- |
|        | Serra de Cal Baró | Aiguamúrcia | serra        |         | 41° 20′ 23″ N, 1° 25′ 38″ E / 41.33983333°N,1.42721667°E 620.3 msnm |           |                     | Modifica les dades a Wikidata |
|        | Serra de la Torre | Aiguamúrcia | serra        |         | 41° 21′ 21″ N, 1° 29′ 23″ E / 41.3559°N,1.48972°E 775.2 msnm        |           |                     | Modifica les dades a Wikidata |
|        | serra de Ramonet  | Aiguamúrcia | serra        |         | 41° 23′ 38″ N, 1° 24′ 33″ E / 41.39376389°N,1.40916111°E 872.8 msnm |           |                     | Modifica les dades a Wikidata |

## torre de defensa
| imatge | Nom                    | Ubicat a    | instància de                | Detalls                          | coordenades                                                                | Protecció                   | Commons (més fotos) | Dades a WD                    |
| ------ | ---------------------- | ----------- | --------------------------- | -------------------------------- | -------------------------------------------------------------------------- | --------------------------- | ------------------- | ----------------------------- |
|        | Torre de la Guinovarda | Aiguamúrcia | torre de defensa            |                                  | 41° 22′ 01″ N, 1° 27′ 45″ E / 41.367°N,1.46243°E Selma                     | bé cultural d'interès local |                     | Modifica les dades a Wikidata |
|        | Torre del Perelló      | Aiguamúrcia | torre de defensa casa forta | Estil: arquitectura popular 1247 | 41° 22′ 31″ N, 1° 28′ 19″ E / 41.375148°N,1.471818°E ca:Albà Vell 547 msnm | bé cultural d'interès local | Torre del Perelló   | Modifica les dades a Wikidata |

## torre de sentinella
| imatge | Nom                  | Ubicat a    | instància de        | Detalls                     | coordenades                                                                  | Protecció                                  | Commons (més fotos)                | Dades a WD                    |
| ------ | -------------------- | ----------- | ------------------- | --------------------------- | ---------------------------------------------------------------------------- | ------------------------------------------ | ---------------------------------- | ----------------------------- |
|        | Torre Mateu          | Aiguamúrcia | torre de sentinella | Estil: arquitectura popular | 41° 23′ 43″ N, 1° 23′ 23″ E / 41.395316°N,1.389733°E 589 msnm                | bé cultural d'interès local                |                                    | Modifica les dades a Wikidata |
|        | Torre de les Destres | Aiguamúrcia | torre de sentinella | Estil: arquitectura popular | 41° 20′ 17″ N, 1° 22′ 45″ E / 41.338177°N,1.379083°E ca:Les Destres 383 msnm | bé integrant del patrimoni cultural català | Torre de les Destres (Aiguamúrcia) | Modifica les dades a Wikidata |

## Misc
| imatge | Nom                             | Ubicat a | instància de                                                    | Detalls                                     | coordenades | Protecció                                            | Commons (més fotos)             | Dades a WD                    |
| ------ | ------------------------------- | --- | --------------------------------------------------------------- | ------------------------------------------- | --- | ---------------------------------------------------- | ------------------------------- | ----------------------------- |
|        | Casa consistorial d'Aiguamúrcia | Aiguamúrcia | casa consistorial                                               |                                             | 41° 20′ 47″ N, 1° 21′ 45″ E / 41.3462733°N,1.3626147°E                                                                  |                                                      | Casa consistorial d'Aiguamúrcia | Modifica les dades a Wikidata |
|        | Creu de Genilles                | Aiguamúrcia | fita edifici històric                                           |                                             | 41° 19′ 45″ N, 1° 23′ 35″ E / 41.3291744230223°N,1.39311734379391°E                                                     |                                                      |                                 | Modifica les dades a Wikidata |
|        | Masbarrat                       | Aiguamúrcia l'Albà | nucli d'entitat singular de població                            | 5 hab                                       | 41° 20′ 39″ N, 1° 23′ 47″ E / 41.34408056°N,1.39629167°E 417 msnm                                                       |                                                      | Masbarrat                       | Modifica les dades a Wikidata |
|        | Monestir de Santes Creus        | Aiguamúrcia | monestir cistercenc monestir secularitzat monument Ús: monestir | Estil: art cistercenc 1150                  | 41° 20′ 50″ N, 1° 21′ 46″ E / 41.34722222°N,1.36277778°E Santes Creus                                                   | bé d'interès cultural bé cultural d'interès nacional | Monestir de Santes Creus        | Modifica les dades a Wikidata |
|        | Nucli històric d'Aiguamúrcia    | Aiguamúrcia | centre històric                                                 |                                             | 41° 19′ 46″ N, 1° 21′ 31″ E / 41.32940888888889°N,1.3585519444444445°E 373 msnm                                         | bé cultural d'interès local                          | Nucli històric d'Aiguamúrcia    | Modifica les dades a Wikidata |
|        | Plana del Guardida              | Aiguamúrcia el Pla de Santa Maria | indret                                                          |                                             | 41° 20′ 31″ N, 1° 20′ 04″ E / 41.34181°N,1.33448°E                                                                      |                                                      |                                 | Modifica les dades a Wikidata |
|        | Santes Creus                    | Aiguamúrcia | vèrtex geodèsic                                                 | Alt: 1.2m                                   | 41° 20′ 51″ N, 1° 21′ 24″ E / 41.347597°N,1.356719°E 374.97 msnm                                                        |                                                      |                                 | Modifica les dades a Wikidata |
|        | Selma                           | Aiguamúrcia | despoblat                                                       |                                             | 41° 22′ 01″ N, 1° 27′ 46″ E / 41.366944°N,1.462778°E 755 msnm                                                           |                                                      | Selma (Aiguamúrcia)             | Modifica les dades a Wikidata |
|        | creu de terme d'Aiguamúrcia     | Aiguamúrcia | creu de terme                                                   | Estil: arquitectura gòtica No/unknown value | 41° 21′ 00″ N, 1° 21′ 42″ E / 41.3499°N,1.36165°E ca:A l'entrada del nucli urbà de Santes Creus. Aiguamúrcia (Alt Camp) | bé cultural d'interès nacional                       | Creu de terme d'Aiguamúrcia     | Modifica les dades a Wikidata |
|        | el Montmell-Marmellar           | el Montmell la Bisbal del Penedès Sant Jaume dels Domenys Castellví de la Marca Torrelles de Foix Sant Martí Sarroca Pontons Aiguamúrcia Vila-rodona | àrea protegida Pla d'Espais d'Interès Natural                   | 1992 Superfície: 9362.41836ha               | 41° 20′ N, 1° 31′ E / 41.33°N,1.51°E                                                                                    |                                                      | El Montmell-Marmellar           | Modifica les dades a Wikidata |